# Bay Roberts
Bay Roberts é uma pequena cidade localizada na província canadense de Terra Nova e Labrador. De acordo com o censo canadense de 2016 a cidade tinha uma população de 6.012 habitantes.